# 坤易火山
坤易火山（英語：Mount Kunyit）是一座位於印度尼西亞蘇門答臘占碑省的火山，該火山類型為氣孔殼式複式火山，該火山頂峰有兩處火山口，最高的一處現為火山湖。